# Luchtmeetstation Nieuwendammerdijk

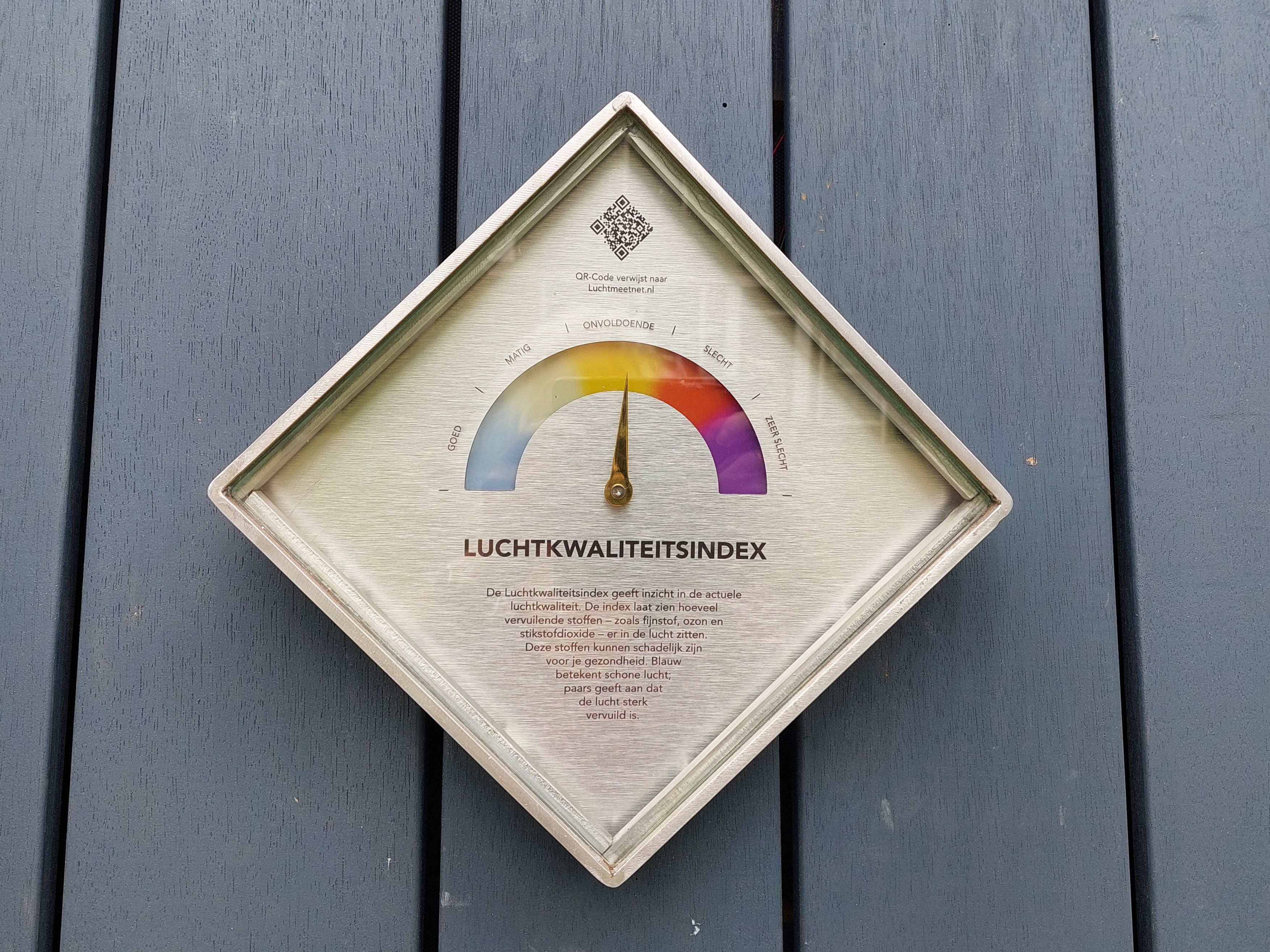
Leesscherm (juli 2025)

Het Luchtmeetstation Nieuwendammerdijk in Amsterdam is een meetstation aan de Nieuwendammerdijk in Amsterdam-Noord.
Die Nieuwendammerdijk is al eeuwenoud de waterkering die het dorp Nieuwendam beschermt tegen het water van het IJ. De dijk is volgebouwd met dijkwoninkjes, waarvan een aantal gemeentelijk dan wel rijksmonument is. Ter hoogte van rijksmonument Nieuwendijk 421 ligt een grasveld en voormalig haventje. In dat grasveld stond in de 21e eeuw een onbestemd gebouwtje, aan de buitenzijde met trespa afgewerkt, waarvan bijna niemand (meer) wist waartoe het diende. Buurtbewoner en architect Christopher de Vries ging op onderzoek uit en kwam er achter dat het een meetstation voor luchtkwaliteit was van de GGD Amsterdam. Zijn onderzoek vond plaats in de tijd dat er een discussie plaatsvond over uitbreiding van het elektriciteitsnet met nieuwe transformatorhuisje(s) als gevolg. Maar niemand wil een dergelijk gebouwtje voor zijn of haar deur hebben. Ook de Vereniging Vrienden van de Amsterdamse Binnenstad roerde zich in die discussie. Zelf zei hij dat je van mensen niet kunt verlangen interesse te hebben in dat soort stations als diezelfde stations het blikveld van de kijker verpesten. De Vries kwam daarom met een voorstel een station onder architectuur te plaatsen. Het ontwerp kwam van "Bureau Rademacher de Vries Architecten”. Er werd een budget van 100.000 euro vrijgemaakt uit de regeling Prijsvraag Cultuurfonds Parels in de openbare ruimte. De Vries kwam met een ontwerp dat hij naar eigen zeggen baseerde op de antieke windwijzer Toren van de winden in Athene; beide gebouwen zijn achthoekig. Hij gaf het, wellicht hopend op vervolgopdrachten, de titel Anemoi (geesten van hevige winden) mee. De Vries, GGD en gemeente vonden bovendien dat via dit nieuwe station de omwonenden meer betrokken raakten bij de metingen en resultaten; de resultaten zijn vrijwel direct afleesbaar en toegankelijk.
De Vries liet het gebouwtje ook als signaalhouder inrichten. Bij het testen van de luchtkwaliteit straalt het licht uit in kleuren die die kwaliteit weergeven (van paars voor zeer slecht tot blauw voor uitstekend). De meting wordt hier beïnvloed door de vele houtkachels die nog dienstdoen aan de Nieuwendammerdijk. Amsterdam wil net als andere gemeenten daarvan af, maar kan niet afdwingen. De omgeving van de Nieuwendammerdijk is op zichzelf zelden windvrij, maar kachels en ook de industrie in het gebied zorgen bij windstilte toch voor een aanmerkelijke vervuiling. Plaatsing van het nieuwe huisje zwengelde de plaatselijke discussie aan of één zo’n station wel voldoende is voor de wijken in Amsterdam-Noord waar nog industrie is gevestigd.   